# Iván Gracia
Iván Gracia (* 14. Juli 1984 in Jaca) ist ein ehemaliger spanischer Eishockeyspieler, der zuletzt bis 2014 beim CH Gasteiz in der Spanischen Superliga unter Vertrag stand.

## Karriere
Iván Gracia begann seine Karriere als Eishockeyspieler beim CH Jaca aus seiner Geburtsstadt. 2001 wechselte er zu den Spokane Chiefs, die ihn beim CHL Import Draft in der zweiten Runde als insgesamt 59. Spieler gezogen hatten und für die er ein Jahr in der kanadischen Top-Juniorenliga Western Hockey League spielte. Er ist damit bis heute der einzige Spanier, der in diesem Draftsystem ausgewählt wurde. Anschließend kehrte der Angreifer in seine spanische Heimat zurück, wo er vom CH Jaca aus der Superliga verpflichtet wurde, mit dem er 2003 und 2004 jeweils die Spanische Meisterschaft, sowie 2003 den Spanischen Pokal gewann. Anschließend wechselte Gracia zu deren Ligarivalen CG Puigcerdà, mit dem er 2006 und 2007 erneut die nationale Meisterschaft, sowie 2005 den Pokal gewann. Von 2007 bis 2011 spielte Gracia wieder für Jaca. Nach seiner Rückkehr gewann er mit seiner Mannschaft 2010 und 2011 erneut den Meistertitel sowie 2011 den spanischen Pokalwettbewerb. Zur Saison 2011/12 schloss er sich dem CH Gasteiz an, bei dem er bis zu seinem Karriereende 2014 spielte.

### International
Für Spanien nahm Gracia im Juniorenbereich an den U18-Weltmeisterschaften der Europa-Division 2 1999, der Europa-Division 1 2000 und der Division III 2001 und 2002 sowie der U20-D-Weltmeisterschaft 2000 und nach Umstellung auf das heutige Divisionensystem den U20-Weltmeisterschaften der Division III 2001 und 2002 und der Division II 2004 teil. 
Im Seniorenbereich stand er im Aufgebot seines Landes bei den Weltmeisterschaften der Division II 2002, 2003, 2004, 2005 und 2009.

## Erfolge und Auszeichnungen
| - 1999 Aufstieg in die Europa-Division 1 bei der U18-Weltmeisterschaft der Europa-Division 2 - 2002 Aufstieg in die Division II bei der U18-Weltmeisterschaft der Division III - 2002 Aufstieg in die Division II bei der U20-Weltmeisterschaft der Division III - 2003 Spanischer Meister mit dem CH Jaca - 2003 Spanischer Pokalsieger mit dem CH Jaca - 2004 Spanischer Meister mit dem CH Jaca | - 2005 Spanischer Pokalsieger mit dem CG Puigcerdà - 2006 Spanischer Meister mit dem CG Puigcerdà - 2007 Spanischer Meister mit dem CG Puigcerdà - 2010 Spanischer Meister mit dem CH Jaca - 2011 Spanischer Meister mit dem CH Jaca - 2011 Spanischer Pokalsieger mit dem CH Jaca |